# Edward Zwick
Edward Zwick (ur. 8 października 1952 w Chicago, USA) – amerykański reżyser i producent filmowy pochodzenia żydowskiego.

## Filmografia

### Reżyser filmowy
- 1986: Ta ostatnia noc (About Last Night...)
- 1989: Chwała (Glory)
- 1992: Zostawić normalność (Leaving Normal)
- 1994: Wichry namiętności (Legends of the Fall)
- 1996: Szalona odwaga (Courage Under Fire)
- 1998: Stan oblężenia (The Siege)
- 2003: Ostatni samuraj (The Last Samurai)
- 2006: Krwawy diament (Blood Diamond)
- 2008: Opór (Defiance)
- 2010: Miłość i inne używki (Love and Other Drugs)
- 2014: Pionek (Pawn Sacrifice)
- 2016: Jack Reacher: Nigdy nie wracaj (Jack Reacher: Never Go Back)
- 2018: Chrzest ogniem (Trial by Fire)

### Telewizja
- 1976–1980: Family (serial tv)
- 1983: Special Bulletin (film tv)
- 1987–1991: Thirtysomething (serial tv)
- 1996: Miłość czy kochanie (Relativity (serial tv)
- 1999–2002: Once and Again (serial tv)
- 2020: Away (serial tv)

### Producent filmowy
Wraz z Marshallem Herskovitzem założył firmę producencką The Bedford Falls Company, która wyprodukowała m.in. filmy: Traffic i Zakochany Szekspir.
Otrzymał Nagrodę Akademii Filmowej za film Zakochany Szekspir. Był nominowany do Oscara w tej samej kategorii za Traffic.

## Nagrody
- Nagroda Akademii Filmowej 1999: Najlepszy film - Zakochany Szekspir
- Nagroda BAFTA 1999: Najlepszy film - Zakochany Szekspir